# 温 (女優)
温（おん、旧芸名：山口温、山口オン、1983年11月16日 - ）は日本の女優。東京都出身。ドリーヴス所属。身長156cm、血液型AB型。

## 来歴・人物
父親の影響で小学生からバンド活動（ドラム）を開始。霊感タレント・稲川淳二の音楽CD「Help Me!」リリースのコーラスユニット・レイコム（with r-e-i.com）オーディションに合格デビュー。
小沼雄一監督の『自殺マニュアル２ 中級編』（03）に映画初出演。
趣味・特技は、絵を描く、デザイン、ドラム。

## 出演

### シングル
- Help Me!（2000年、メルダック）「稲川淳二 with r-e-i.com」コーラスユニット

### 映画
- これからのこと（監督：マキタカズオミ）
- あなたの知らない怖い話4（監督：頃安祐良）
- ひからびた肌（監督：頃安祐良）
- イケメンバンクTHE MOVIE（監督：寺内康太郎）
- 歌謡曲だよ、人生は〜東京ラプソディ〜（監督：山口晃二）
- DEATH NOTE【前編】（監督：金子修介）
- 最後の晩餐-The Last Supper（監督：福谷修）
- キル・鬼ごっこ（監督：小沼雄一）
- コンクリート（監督：中村拓）
- 自殺マニュアル２ 中級編（監督：小沼雄一）

### テレビドラマ
- 仮面ライダーオーズ/OOO（テレビ朝日）
- ナサケの女〜国税局査察官〜（テレビ朝日） - 捜査員：緑川 役
- ドラマスペシャル 就活のムスメ（テレビ朝日）
- ロト6で3億2千万円当てた男 第1話（テレビ朝日） - カオリ 役
- チーム・バチスタの栄光 第9話（関西テレビ） - 恵 役
- 特集ドラマ Good Job〜グッジョブ 第4話（NHK） - 佐藤みどり 役
- ドラマ24 BOYSエステ 第2話（テレビ東京）
- 探偵ブギ 第6話（TOKYO MXテレビ） - 木下樹里 役
- 心霊探偵八雲 第12話（テレビ東京） - 吉田 役
- 検事・朝日奈耀子 第19作「真夏の冷凍死体!? 温度差80℃の殺人トリックと鍋焼きうどんの謎」（2017年9月3日、テレビ朝日） - 星谷真輝 役
- 限界団地 第2話（フジテレビ） - 女優  役